# Jon Kwang-ik
Jon Kwang-ik est un footballeur nord-coréen né le 5 avril 1988. Il mesure 1,69 m et pèse 64 kg.
Jon Kwang-ik joue dans l'équipe de la rivière Amrok.
Milieu de terrain, il est le capitaine de la sélection nord-coréenne lors du Championnat du Monde U-17 en 2005 au Pérou, puis participe à la coupe d'Asie junior 2006 de football, remportée par la Corée du Nord. Il participe également à la Coupe du monde des moins de 20 ans 2007 avec la Corée du Nord.
Jon Kwang-ik participe à la Coupe d'Asie des nations de football 2011 avec la Corée du Nord. Il compte 30 sélections et 2 buts avec la sélection nord-coréenne.